# 16578 Essjayess
16578 Essjayess là một tiểu hành tinh vành đai chính với chu kỳ quỹ đạo là 1243.7042224 ngày (3.41 năm).
Nó được phát hiện ngày 29 tháng 3 năm 1992 ở Đài thiên văn Siding Spring by D.I. Steel.